# 2024-es Formula–1 ausztrál nagydíj
Az ausztrál nagydíj a 2024-es Formula–1 világbajnokság harmadik futama volt, amelyet 2024. március 22. és március 24. között rendeztek meg a Melbourne Grand Prix Circuit versenypályán, Melbourne-ben.

## Választható keverékek
| Abroncs              | Friss | Használt |
| -------------------- | ----- | -------- |
| Kemény keverék (C3)  |       |          |
| Közepes keverék (C4) |       |          |
| Lágy keverék (C5)    |       |          |
| Átmeneti esőgumi (I) |       |          |
| Teljes esőgumi (W)   |       |          |

## Szabadedzések

### Első szabadedzés
Az ausztrál nagydíj első szabadedzését március 22-én, pénteken délelőtt tartották, magyar idő szerint 2:30-tól.
| helyezés | versenyző        | csapat/motor                 | elért idő | különbség | futott kör |
| -------- | ---------------- | ---------------------------- | --------- | --------- | ---------- |
| 1        | Lando Norris     | McLaren-Mercedes             | 1:18,564  | −         | 23         |
| 2        | Max Verstappen   | Red Bull Racing-Honda RBPT   | 1:18,582  | +0,018    | 19         |
| 3        | George Russell   | Mercedes                     | 1:18,597  | +0,033    | 21         |
| 4        | Charles Leclerc  | Ferrari                      | 1:18,599  | +0,035    | 22         |
| 5        | Cunoda Júki      | RB-Honda RBPT                | 1:18,621  | +0,057    | 26         |
| 6        | Sergio Pérez     | Red Bull Racing-Honda RBPT   | 1:18,642  | +0,078    | 23         |
| 7        | Lance Stroll     | Aston Martin Aramco-Mercedes | 1:18,667  | +0,103    | 26         |
| 8        | Carlos Sainz Jr. | Ferrari                      | 1:18,686  | +0,122    | 23         |
| 9        | Lewis Hamilton   | Mercedes                     | 1:18,771  | +0,207    | 20         |
| 10       | Oscar Piastri    | McLaren-Mercedes             | 1:18,918  | +0,354    | 25         |
| 11       | Daniel Ricciardo | RB-Honda RBPT                | 1:19,274  | +0,710    | 25         |
| 12       | Alexander Albon  | Williams-Mercedes            | 1:19,443  | +0,879    | 11         |
| 13       | Kevin Magnussen  | Haas-Ferrari                 | 1:19,489  | +0,925    | 21         |
| 14       | Logan Sargeant   | Williams-Mercedes            | 1:19,519  | +0,955    | 22         |
| 15       | Esteban Ocon     | Alpine-Renault               | 1:19,561  | +0,997    | 25         |
| 16       | Nico Hülkenberg  | Haas-Ferrari                 | 1:19,604  | +1,040    | 21         |
| 17       | Pierre Gasly     | Alpine-Renault               | 1:19,622  | +1,058    | 25         |
| 18       | Fernando Alonso  | Aston Martin Aramco-Mercedes | 1:19,716  | +1,152    | 16         |
| 19       | Csou Kuan-jü     | Kick Sauber-Ferrari          | 1:19,989  | +1,425    | 23         |
| 20       | Valtteri Bottas  | Kick Sauber-Ferrari          | 1:20,014  | +1,450    | 21         |

### Második szabadedzés
Az ausztrál nagydíj második szabadedzését március 22-én, pénteken délelőtt tartották, magyar idő szerint 6:00-tól.
| helyezés | versenyző        | csapat/motor                 | elért idő  | különbség | futott kör |
| -------- | ---------------- | ---------------------------- | ---------- | --------- | ---------- |
| 1        | Charles Leclerc  | Ferrari                      | 1:17,277   | −         | 26         |
| 2        | Max Verstappen   | Red Bull Racing-Honda RBPT   | 1:17,658   | +0,381    | 21         |
| 3        | Carlos Sainz Jr. | Ferrari                      | 1:17,707   | +0,430    | 25         |
| 4        | Lance Stroll     | Aston Martin Aramco-Mercedes | 1:17,822   | +0,545    | 29         |
| 5        | Fernando Alonso  | Aston Martin Aramco-Mercedes | 1:17,912   | +0,635    | 31         |
| 6        | George Russell   | Mercedes                     | 1:17,951   | +0,674    | 24         |
| 7        | Oscar Piastri    | McLaren-Mercedes             | 1:18,077   | +0,800    | 29         |
| 8        | Sergio Pérez     | Red Bull Racing-Honda RBPT   | 1:18,090   | +0,813    | 33         |
| 9        | Lando Norris     | McLaren-Mercedes             | 1:18,155   | +0,878    | 23         |
| 10       | Cunoda Júki      | RB-Honda RBPT                | 1:18,188   | +0,911    | 27         |
| 11       | Csou Kuan-jü     | Kick Sauber-Ferrari          | 1:18,421   | +1,144    | 32         |
| 12       | Daniel Ricciardo | RB-Honda RBPT                | 1:18,534   | +1,257    | 30         |
| 13       | Logan Sargeant   | Williams-Mercedes            | 1:18,578   | +1,301    | 23         |
| 14       | Valtteri Bottas  | Kick Sauber-Ferrari          | 1:18,585   | +1,308    | 32         |
| 15       | Pierre Gasly     | Alpine-Renault               | 1:18,691   | +1,414    | 33         |
| 16       | Nico Hülkenberg  | Haas-Ferrari                 | 1:18,702   | +1,425    | 28         |
| 17       | Esteban Ocon     | Alpine-Renault               | 1:18,705   | +1,428    | 32         |
| 18       | Lewis Hamilton   | Mercedes                     | 1:18,834   | +1,557    | 23         |
| 19       | Kevin Magnussen  | Haas-Ferrari                 | 1:19,275   | +1,998    | 31         |
| Ne       | Alexander Albon  | Williams-Mercedes            | idő nélkül |           | 0          |

### Harmadik szabadedzés
Az ausztrál nagydíj harmadik szabadedzését március 23-án, szombaton délelőtt tartották, magyar idő szerint 02:30-tól.
| helyezés | versenyző        | csapat/motor                 | elért idő  | különbség | futott kör |
| -------- | ---------------- | ---------------------------- | ---------- | --------- | ---------- |
| 1        | Charles Leclerc  | Ferrari                      | 1:16,714   | −         | 22         |
| 2        | Max Verstappen   | Red Bull Racing-Honda RBPT   | 1:16,734   | +0,020    | 28         |
| 3        | Carlos Sainz Jr. | Ferrari                      | 1:16,791   | +0,077    | 20         |
| 4        | Lewis Hamilton   | Mercedes                     | 1:16,806   | +0,092    | 20         |
| 5        | George Russell   | Mercedes                     | 1:16,886   | +0,172    | 23         |
| 6        | Fernando Alonso  | Aston Martin Aramco-Mercedes | 1:16,997   | +0,283    | 20         |
| 7        | Sergio Pérez     | Red Bull Racing-Honda RBPT   | 1:17,014   | +0,300    | 28         |
| 8        | Oscar Piastri    | McLaren-Mercedes             | 1:17,087   | +0,373    | 19         |
| 9        | Lance Stroll     | Aston Martin Aramco-Mercedes | 1:17,341   | +0,627    | 22         |
| 10       | Lando Norris     | McLaren-Mercedes             | 1:17,490   | +0,776    | 22         |
| 11       | Cunoda Júki      | RB-Honda RBPT                | 1:17,673   | +0,959    | 19         |
| 12       | Valtteri Bottas  | Kick Sauber-Ferrari          | 1:17,752   | +1,038    | 20         |
| 13       | Alexander Albon  | Williams-Mercedes            | 1:17,759   | +1,045    | 23         |
| 14       | Csou Kuan-jü     | Kick Sauber-Ferrari          | 1:17,876   | +1,162    | 19         |
| 15       | Esteban Ocon     | Alpine-Renault               | 1:17,920   | +1,206    | 18         |
| 16       | Nico Hülkenberg  | Haas-Ferrari                 | 1:17,941   | +1,227    | 17         |
| 17       | Kevin Magnussen  | Haas-Ferrari                 | 1:17,961   | +1,247    | 18         |
| 18       | Daniel Ricciardo | RB-Honda RBPT                | 1:17,963   | +1,249    | 20         |
| 19       | Pierre Gasly     | Alpine-Renault               | 1:18,390   | +1,676    | 19         |
| Ne       | Logan Sargeant   | Williams-Mercedes            | idő nélkül |           | 0          |

## Időmérő edzés
Az ausztrál nagydíj időmérő edzését március 23-án, szombat délelőtt tartották, magyar idő szerint 6:00-tól.
| helyezés              | rajtszám | versenyző        | csapat/motor                 | 1. rész    | 2. rész  | 3. rész  | rajthely   | futott kör |
| --------------------- | -------- | ---------------- | ---------------------------- | ---------- | -------- | -------- | ---------- | ---------- |
| 1                     | 1        | Max Verstappen   | Red Bull Racing-Honda RBPT   | 1:16,819   | 1:16,387 | 1:15,915 | 1          | 21         |
| 2                     | 55       | Carlos Sainz Jr. | Ferrari                      | 1:16,731   | 1:16,189 | 1:16,185 | 2          | 18         |
| 3                     | 11       | Sergio Pérez     | Red Bull Racing-Honda RBPT   | 1:16,805   | 1:16,631 | 1:16,274 | 6[a]       | 22         |
| 4                     | 4        | Lando Norris     | McLaren-Mercedes             | 1:17,430   | 1:16,750 | 1:16,315 | 3          | 19         |
| 5                     | 16       | Charles Leclerc  | Ferrari                      | 1:16,984   | 1:16,304 | 1:16,435 | 4          | 20         |
| 6                     | 81       | Oscar Piastri    | McLaren-Mercedes             | 1:17,369   | 1:16,601 | 1:16,572 | 5          | 18         |
| 7                     | 63       | George Russell   | Mercedes                     | 1:17,062   | 1:16,901 | 1:16,724 | 7          | 23         |
| 8                     | 22       | Cunoda Júki      | RB-Honda RBPT                | 1:17,356   | 1:16,791 | 1:16,788 | 8          | 18         |
| 9                     | 18       | Lance Stroll     | Aston Martin Aramco-Mercedes | 1:17,376   | 1:16,780 | 1:17,072 | 9          | 23         |
| 10                    | 14       | Fernando Alonso  | Aston Martin Aramco-Mercedes | 1:16,991   | 1:16,710 | 1:17,552 | 10         | 21         |
| 11                    | 44       | Lewis Hamilton   | Mercedes                     | 1:17,499   | 1:16,960 |          | 11         | 15         |
| 12                    | 23       | Alexander Albon  | Williams-Mercedes            | 1:17,130   | 1:17,167 |          | 12         | 15         |
| 13                    | 77       | Valtteri Bottas  | Kick Sauber-Ferrari          | 1:17,543   | 1:17,340 |          | 13         | 15         |
| 14                    | 20       | Kevin Magnussen  | Haas-Ferrari                 | 1:17,709   | 1:17,427 |          | 14         | 13         |
| 15                    | 31       | Esteban Ocon     | Alpine-Renault               | 1:17,617   | 1:17,697 |          | 15         | 21         |
| 16                    | 27       | Nico Hülkenberg  | Haas-Ferrari                 | 1:17,976   |          |          | 16         | 8          |
| 17                    | 10       | Pierre Gasly     | Alpine-Renault               | 1:17,982   |          |          | 17         | 11         |
| 18                    | 3        | Daniel Ricciardo | RB-Honda RBPT                | 1:18,085   |          |          | 18         | 6          |
| 19                    | 24       | Csou Kuan-jü     | Kick Sauber-Ferrari          | 1:18,188   |          |          | boxutca[b] | 9          |
| 107%-os idő: 1:22,102 |          |                  |                              |            |          |          |            |            |
| Vi                    | 6        | Logan Sargeant   | Williams-Mercedes            | idő nélkül |          |          |            | 0          |

Megjegyzések:
- ↑ a:  — Sergio Pérez eredetileg a 3. helyről kezdte volna a futamot, de három rajthelyes büntetést kapott Nico Hülkenberg feltartása miatt a Q1 elején.[3]
- ↑ b:  — Csou Kuan-jü eredetileg a 19. helyről kezdte volna a futamot, de mivel csapata az autó első szárnyán a légterelőt a csapat egy másik specifikációval helyettesítette, ezért a parc fermé-szabály megsértése miatt a boxutcából indult.[4]

## Futam
Az ausztrál nagydíj futamát  március 24-én, vasárnap délelőtt tartották, magyar idő szerint 5:00-kor.
| helyezés | rajtszám | versenyző        | csapat/motor                 | futott kör | idő/kiesés oka | rajthely | pont  |
| -------- | -------- | ---------------- | ---------------------------- | ---------- | -------------- | -------- | ----- |
| 1        | 55       | Carlos Sainz Jr. | Ferrari                      | 58         | 1:20:26,843    | 2        | 25    |
| 2        | 16       | Charles Leclerc  | Ferrari                      | 58         | +2,366         | 4        | 19[a] |
| 3        | 4        | Lando Norris     | McLaren-Mercedes             | 58         | +5,904         | 3        | 15    |
| 4        | 81       | Oscar Piastri    | McLaren-Mercedes             | 58         | +35,770        | 5        | 12    |
| 5        | 11       | Sergio Pérez     | Red Bull Racing-Honda RBPT   | 58         | +56,309        | 6        | 10    |
| 6        | 18       | Lance Stroll     | Aston Martin Aramco-Mercedes | 58         | +1:33,222      | 9        | 8     |
| 7        | 22       | Cunoda Júki      | RB-Honda RBPT                | 58         | +1:35,601      | 8        | 6     |
| 8        | 14       | Fernando Alonso  | Aston Martin Aramco-Mercedes | 58         | +1:40,992[b]   | 10       | 4     |
| 9        | 27       | Nico Hülkenberg  | Haas-Ferrari                 | 58         | +1:44,553      | 16       | 2     |
| 10       | 20       | Kevin Magnussen  | Haas-Ferrari                 | 57         | +1 kör         | 14       | 1     |
| 11       | 23       | Alexander Albon  | Williams-Mercedes            | 57         | +1 kör         | 12       |       |
| 12       | 3        | Daniel Ricciardo | RB-Honda RBPT                | 57         | +1 kör         | 18       |       |
| 13       | 10       | Pierre Gasly     | Alpine-Renault               | 57         | +1 kör[c]      | 17       |       |
| 14       | 77       | Valtteri Bottas  | Kick Sauber-Ferrari          | 57         | +1 kör         | 13       |       |
| 15       | 24       | Csou Kuan-jü     | Kick Sauber-Ferrari          | 57         | +1 kör         | boxutca  |       |
| 16       | 31       | Esteban Ocon     | Alpine-Renault               | 57         | +1 kör         | 15       |       |
| 17[d]    | 63       | George Russell   | Mercedes                     | 56         | baleset        | 7        |       |
| Ki       | 44       | Lewis Hamilton   | Mercedes                     | 15         | erőforrás      | 11       |       |
| Ki       | 1        | Max Verstappen   | Red Bull Racing-Honda RBPT   | 3          | fékek          | 1        |       |
| Vi       | 2        | Logan Sargeant   | Williams-Mercedes            |            |                |          |       |

Megjegyzések:
- ↑ a:  — Charles Leclerc a helyezéséért járó pontok mellett a versenyben futott leggyorsabb körért további 1 pontot szerzett.
- ↑ b:  — Fernando Alonso eredetileg a 6. helyen végzett, de utólag 20 másodperces időbüntetést kapott, miután vétkesnek találták őt George Russell balesetében.[5]
- ↑ c:  — Pierre Gasly 5 másodperces időbüntetést kapott, mert átlépte a vonalat a boxkijáratnál, de a büntetés nem befolyásolta a helyezését.
- ↑ d:  — George Russell nem fejezte be a futamot, de helyezését értékelték, mivel a versenytáv több, mint 90%-át teljesítette.

## A világbajnokság állása a verseny után
| H   | Versenyzők       | Pont | H   | Konstruktőrök                | Pont |
| --- | ---------------- | ---- | --- | ---------------------------- | ---- |
| 1.  | Max Verstappen   | 51   | 1.  | Red Bull Racing-Honda RBPT   | 97   |
| 2.  | Charles Leclerc  | 47   | 2.  | Ferrari                      | 93   |
| 3.  | Sergio Pérez     | 46   | 3.  | McLaren-Mercedes             | 55   |
| 4.  | Carlos Sainz Jr. | 40   | 4.  | Mercedes                     | 26   |
| 5.  | Oscar Piastri    | 28   | 5.  | Aston Martin Aramco-Mercedes | 25   |
| 6.  | Lando Norris     | 27   | 6.  | RB-Honda RBPT                | 6    |
| 7.  | George Russell   | 18   | 7.  | Haas-Ferrari                 | 4    |
| 8.  | Fernando Alonso  | 16   | 8.  | Williams-Mercedes            | 0    |
| 9.  | Lance Stroll     | 9    | 9.  | Kick Sauber-Ferrari          | 0    |
| 10. | Lewis Hamilton   | 8    | 10. | Alpine-Renault               | 0    |

(A teljes táblázat)

## Statisztikák
- Vezető helyen:
  - Max Verstappen: 1 kör (1)
  - Carlos Sainz Jr.: 57 kör (2–58)
- Max Verstappen 35. pole-pozíciója.
- Charles Leclerc 9. versenyben futott leggyorsabb köre.
- Carlos Sainz Jr. 3. futamgyőzelme.
- A Ferrari 244. futamgyőzelme.
- Carlos Sainz Jr. 20., Charles Leclerc 32., Lando Norris 14. dobogós helyezése.
- Lando Norris 14. dobogós helyezésével megdöntötte Nick Heidfeld rekordját, miszerint ő rendelkezik a legtöbb pódiummal győzelem nélkül.[6]